# Буркина Фасо на Летњим олимпијским играма 2024.
Буркина Фасо је учествовала на Летњим олимпијским играма 2024. у Паризу од 26. јула до 11. августа 2024. Иако је нација званично дебитовала у Минхену 1972. под именом Горња Волта, спортисти су се појављивали у сваком издању Летњих олимпијских игара од 1988. надаље, осим у три наврата, Монтреалу 1976., као подршка нације за бојкот под вођством Африке, Москву. 1980, као подршка нације бојкоту предвођеном САД, и ЛА 1984, као подршка нације бојкоту предвођеном СССР-ом . 

## Учесници по спортовима
| Спорт      | Мушкарци | Жене | Укупно |
| ---------- | -------- | ---- | ------ |
| Атлетика   | 1        | 1    | 2      |
| Бициклизам | 0        | 1    | 1      |
| Пливање    | 1        | 1    | 2      |
| Теквондо   | 2        | 0    | 2      |
| Џудо       | 1        | 0    | 1      |
| 5 спорта   | 5        | 3    | 8      |